# Timi
Le Timi ou Ehi Timi est un volcan du Tchad, dans le massif du Tarso Toussidé, culminant à 3 012 mètres d'altitude.

## Géographie
Le Timi est situé dans le nord-ouest du Tchad, au centre du Sahara, à l'extrémité septentrionale du Tarso Toussidé, un ensemble de volcans du massif du Tibesti. Il est entouré au sud-ouest par le pic Toussidé, un stratovolcan, au sud par la caldeira de Yirrigue sur laquelle ce dernier s'est partiellement édifié sur son rebord occidental, un peu plus par le Trou au Natron, une autre caldeira, et au nord, à l'ouest et à l'est par les flancs en pente douces et régulières du Tarso Toussidé. Administrativement, il fait partie de la région du Tibesti.
Il s'agit d'un stratovolcan associé à un dôme de lave constitués de laves trachytiques et trachy-andésitiques,. Il ne présente toutefois pas de coulées de lave prononcées, contrairement au pic Toussidé.

## Histoire
L'histoire éruptive du Timi est mal connue, la région dans laquelle il s'élève étant inhabitée. Ainsi, la date de sa dernière éruption est inconnue bien qu'il se soit formé contemporaiement du pic Toussidé,.